# ジージャン

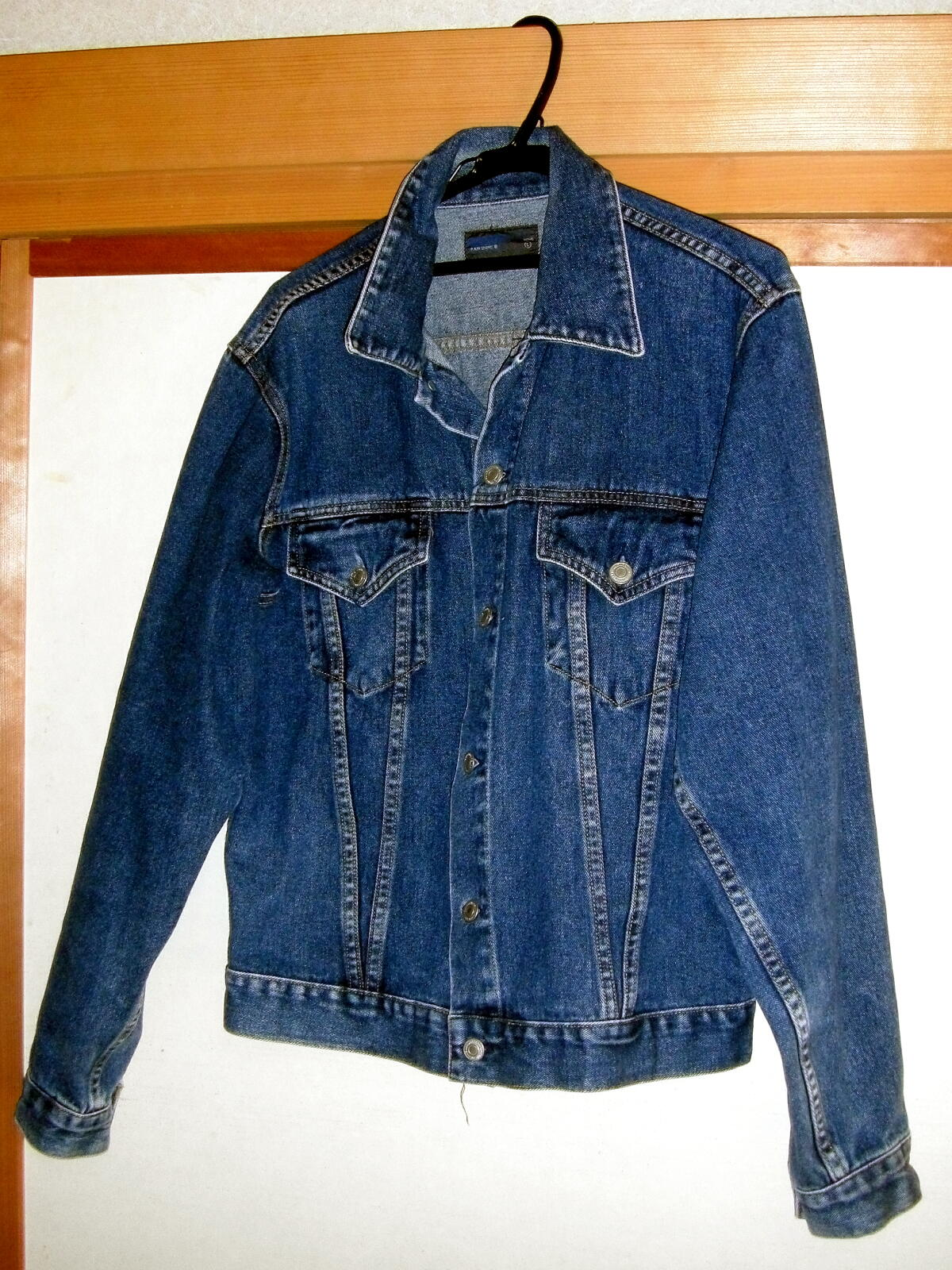
ジージャン

ジージャンとは、ジーパンと同じデニム（ジーン、ジーンズ）素材で作られたジャンパー、ジャケットのこと。英語では通常ジーンジャケット (jean jacket) だが、日本では和製英語ジーンジャンパー (jean jumper) の略称が定着した。デニムジャケットと呼ばれる事も多い。派生品としてデニム素材で作られたベスト、ジーベストや、丈が長くてポケットの数も多いカバーオールが存在する。

## 概要
ジーンズに合わせる労働用上着として、リーバイ・ストラウス社が1930年代頃に製造を開始した。
種類は古い順に分類してファースト、セカンド、サード、フォースという呼称が便宜的に付けられた。
これは、日本の古着輸入業者が整理分類するために付けた呼称で、古着であるためLOTナンバーの紙ラベルが剥がれていたために用いられたものである。
リーバイ・ストラウス社のモデル70505-0217がフォースタイプであるが、サードタイプ557-0217との違いは着丈の長さ（フォースの方が若干長い。なお、レギュラーとロングと丈が2タイプあり、さらに長いモノもある）と裁断の仕方、デニムの伸縮率に違いがある。
サードタイプの方が立体裁断で、フォースの方は量産性を追求しているため立体感が乏しい。一般的にジージャンとして普及しているのはフォースタイプ70505-0217である。
前述の通りジージャンという名称は和製英語であり、しばしばツイルジージャン、コーデュロイジージャン等と本末転倒な呼び方をされる事もある。英語圏ではトラッカージャケット（サードタイプのみの呼称）、デニムジャケットといった呼び方をされる事が多い。

## 各タイプのディテール

### ファースト (1st　506XX)
1936年発売。ワークウェアとしての機能性が重視されていたモデルであり、腰部にシンチバックが付けられている。
また、前の身頃にアクションプリーツが設けられ、シルエットが若干ルーズ。
他のモデルと比べ、襟が低めに作られている事からもワークウェアとして作られた事が窺える。
フロント胸部のポケットは左側にのみ付けられており、袖にはリベットが打たれている。
ファーストモデルに限り以降のモデルとは袖口の生地のあわせが逆になっている。

### セカンド (2nd　507XX)
1952年発売。基本的なディテールはファーストと相似しているが、戦後登場したセカンドはファーストに比べ、ファッション性が高まった。
主な違いはシンチバックの廃止、前身頃のポケットの増加である。
ポケットは左右両方に装備された。
シンチバック廃止後、代替としてボタンアジャスターが装備される。
このボタンアジャスターは後のモデルまで引き継がれる事となる。
途中1955年より、パッチが革製からオイル紙製に変更された。

### サード (3rd　557XX)
1962年発売。ジージャンとしては一番ポピュラーな形であり、多くのメーカーがコピーしてきた事からもこのデザインの人気の程が窺える。
セカンドのシルエットをさらにファッショナブルなラインとし、ホームベース型のフロントポケットはシャープになり、V字型の切り替えしが入っている事がデザイン上の特徴となる。
従来のジージャンよりも釦がひとつ多くなっている。
袖のリベットは廃止となった。また素材は防縮加工（プリシュランク）になった。それに伴い1964年頃よりパッチの型番から XX の表記が順次廃止された。着丈が僅かに長い 558 も生産された。

### フォース (4th　70505)
1966年発売。前述の通りサードタイプの着丈が若干長くなったものである。
リーバイ・ストラウス社のフォースタイプではそれまでデニムにはXXデニムを使用してきたが、このモデルからはデニムがXXデニムではなくなった。これは正確に言えば、サードモデルの時代に0217番、すなわちプロセス686防縮加工デニムへの切り換えで、XX表示をしなくなったもので、デニム自体は同じコーンミルズ社製のプリシュランクデニムである。初期のごく一部だがパッチに 557 / 70505-0217 と併記されたダブルネームが存在する。558 の後継版もあり、71205 という型番になる。また、初めて異素材（ピケ、サテン）を使用したホワイトジャケットが、フォースモデルになってから発売されている。1971年以降、タブのロゴがキャピタルEからスモールeに変わったのはジーンズの場合と同様である。またそれより前に、紙パッチが1968年頃より小型化（それまでの半分：縦約4cm×横約6.5cm）している。
リーバイ・ストラウス社の製品は、のちにハンドウォーマー（スラッシュポケット）が付いた 70506 や、そのボーイズ版 70706、長丈版 71506、身幅が大きめのトラッカーズ版 70507、防寒用のブランケットライナーやボア付き、ブラック/ホワイトデニム使用のものなどが発売され、バリエーションが拡大した。また紙パッチは1992年頃から材質・印刷・字体を改良し、アメリカ製に関しては再び大型化した（縦約6.5cm×横約8cm：ジーンズのものと同サイズ）。
サイズはリーバイス製品の場合、近年一部にS・M・L表示のモデルもあるが、起源がリーバイス・ブラウスという呼び名であったことから、基本的にチェスト（バスト）のインチ数で表示される。「38」辺りが日本でいうメンズのMサイズに相当する（タイトに着る場合）。またRが付くのがレギュラー、Lが付くと着丈・袖丈（モデルによっては袖丈のみ）が長いものになる。逆に短い方のSも含めて、同じチェストサイズでも身長に応じて3種類を揃えていた時期があった。

## レプリカ / リプロダクト
リーバイ・ストラウス ジャパンでは1980年代後半からヴィンテージジーンズやジージャン（リーバイスジャケット）を復刻生産・販売している。ジージャンでは復刻初期の 70502 が2種類あり、最初がセカンドの形態だけを倣った 70502-0217、次がファーストのレプリカ 70502 XX である。1990年代中盤以降は一層忠実な復刻が為されるようになり、ファーストからサードまでのタイプが本格的に再現され各々 70506 / 71506 /(506 XX)、70507 / 71507 /(507 XX)、70557 / 71557 /(557 XX)（日本製の場合( )はパッチ表記のみ。XXが付かないものもある） という型番で販売されている。上記アメリカ製のレギュラーモデルと重複する型番もあるが、もとより別物である。なお一部にはアメリカ製のレプリカも存在し、これをリーバイス本社ではリプロダクトと称している。